# Yoü and I

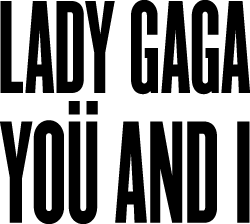
logo

Yoü and I is een nummer van de Amerikaanse popzangeres Lady Gaga. Het werd geproduceerd door Robert John "Mutt" Lange en geschreven en medegeproduceerd door Lady Gaga zelf. Op 18 september 2011 werd het nummer door Interscope Records uitgebracht als de vierde officiële en de in totaal vijfde single van het derde studioalbum Born This Way, dat op 23 mei 2011 uitkwam.

## Achtergrondinformatie
Yoü and I heeft zijn oorsprong ver voordat het album uitkwam. Het nummer was reeds onderdeel van de setlist van The Monster Ball Tour, de tour die nog het vorige album The Fame Monster promootte. De studioversie is een sterke bewerking van de liveversie door voornamelijk de instrumentatie, die samples van het nummer We Will Rock You van Queen. Diens gitarist, Brian May, verzorgt het gitaarspel op Yoü and I. Ook lyrisch is het nummer lichtelijk gewijzigd.
De videoclip kwam op 16 augustus 2011 uit, in een tweet op de officiële Twitterpagina van Gaga. In de clip is ze onder andere te zien als een zeemeermin en haar mannelijke alter ego Jo Calderone. Tijdens de MTV Video Music Awards van 2011 voerde zij in deze alter ego dit nummer op.

## Promotie
Gaga zong het nummer voor het eerst tijdens The Today Show in de zomer van 2010. Ze bevestigde dat dit een van de nummers ging zijn op haar nieuwe album. Vervolgens werd het liedje ook toegevoegd aan de setlist van The Monster Ball Tour. Terwijl ze het nummer zong tijdens de Tourne brandt haar piano. Vervolgens zong Gaga het nummer veel aan de piano, maar ook enkele keren in de originele versie. Ze zong You And I tijdens The View, De VMA'S, Oprah Show, Jimmy Kimmel, De Nominatieshow van de Grammy Awards en ook tijdens haar special A Very Gaga Thanksgiving.

## Tracklist
| Nr. | Titel                              | Duur  |
| --- | ---------------------------------- | ----- |
| 1.  | Yoü and I (radio edit)             | 04:06 |
| 2.  | Yoü and I (Mark Taylor radio edit) | 03:53 |

| Nr. | Titel                              | Duur  |
| --- | ---------------------------------- | ----- |
| 1.  | Yoü and I (radio edit)             | 04:07 |
| 2.  | Yoü and I (Mark Taylor radio edit) | 03:55 |

| Nr. | Titel                         | Duur  |
| --- | ----------------------------- | ----- |
| 1.  | Yoü and I (Wild Beasts remix) | 03:51 |
| 2.  | Yoü and I (Metronomy remix)   | 4:20  |

| Nr. | Titel                              | Duur  |
| --- | ---------------------------------- | ----- |
| 1.  | Yoü and I (Wild Beasts remix)      | 03:51 |
| 2.  | Yoü and I (Mark Taylor radio edit) | 05:02 |
| 3.  | Yoü and I (10 Kings remix)         | 04:29 |
| 4.  | Yoü and I (ATB remix)              | 08:08 |
| 5.  | Yoü and I (Metronomy remix)        | 4:20  |
| 6.  | Yoü and I (Danny Verde)            | 07:48 |
| 7.  | Yoü and I (Hector Fonseca)         | 08:03 |

## Hitnotering

### NederlandseSingle Top 100
| Hitnotering: 03-09-2011 t/m 24-09-2011 | Hitnotering: 03-09-2011 t/m 24-09-2011 | Hitnotering: 03-09-2011 t/m 24-09-2011 | Hitnotering: 03-09-2011 t/m 24-09-2011 | Hitnotering: 03-09-2011 t/m 24-09-2011 | Hitnotering: 03-09-2011 t/m 24-09-2011 |
| Week:                                  | 1                                      | 2                                      | 3                                      | 4                                      |                                        |
| -------------------------------------- | -------------------------------------- | -------------------------------------- | -------------------------------------- | -------------------------------------- | -------------------------------------- |
| Positie:                               | 93                                     | 83                                     | 97                                     | 99                                     | uit                                    |